# Lee-Roy Newton
Lee-Roy Newton, född den 19 december 1978, är en sydafrikansk friidrottare som tävlar i kortdistanslöpning.
Newton deltog vid VM i Edmonton 2001 där han tillsammans med Morne Nagel, Corne Du Plessis och Matthew Quinn blev världsmästare på 4 x 100 meter. Ursprungligen vann USA loppet men blev av med sina medaljer då det framkommit att Tim Montgomery varit dopad. 

## Personliga rekord
- 100 meter - 10,27
- 200 meter - 20,75